# جسترویل (مریلند)
جسترویل (به انگلیسی: Jesterville) یک منطقهٔ مسکونی در ایالات متحده آمریکا است که در Wicomico County واقع شده‌است. جسترویل ۱۸۸ نفر جمعیت دارد و ۳٫۰۵ متر بالاتر از سطح دریا واقع شده‌است.